# يوسف المخلد
يوسف خالد المخلد المطيري (1921 - 2015) نائب سابق في مجلس الأمة الكويتي والمجلس التأسيسي الكويتي.

## السيرة البرلمانية
خاض انتخابات مجلس الأمة الكويتي 1963 في الدائرة الرابعة، وحصل على 722 صوت وحل بالمركز الأول وفاز بالانتخابات، وشارك في انتخابات مجلس الأمة الكويتي 1967 في الدائرة الرابع، وحصل على 1083 صوت وحل بالمركز الأول وفاز بالانتخابات، وشارك في انتخابات مجلس الأمة الكويتي 1971 في الدائرة الرابعة، وحصل على 1093 صوت وحل بالمركز الأول وفاز بالانتخابات، وشارك في انتخابات مجلس الأمة الكويتي 1975 في الدائرة الرابعة، وحصل على 961 صوت وحل بالمركز الخامس وفاز بالانتخابات، وشارك في انتخابات مجلس الأمة الكويتي 1981 في الدائرة الخامسة عشر، وحصل على 224 صوت وحل بالمركز الثالث وخسر بالانتخابات، وشارك في انتخابات مجلس الأمة الكويتي 1985 في الدائرة السابعة عشر، وحصل على 635 صوت وحل بالمركز الخامس وفاز بالانتخابات، وشارك في انتخابات مجلس الأمة الكويتي 1992 في الدائرة السابعة عشر، وحصل على 456 صوت وحل بالمركز الثالث وخسر بالانتخابات

## السيرة الذاتية
- مواليد 1923 (حي الشرق - الكويت).
- تلقى تعليمه الأولي في مدرسة محمد صالح التركيت وملا حسن وملا عيسى ومدرسة بن شرهان.
- سافر مع والده إلى الهند ومكث فيها فترة تعلم خلالها اللغة الإنكليزية.
- اشتغل بالتجارة الحرة وكان يملك دكاناً لبيع الحقائب في مكتب والده بسوق الكويت حتى عام 1938.
- عمل نائباً لرئيس بيوت الدخل المحدود في البلدية.
- عضو المجلس التأسيسي (1962 - 1963)ِ
- عضو مجلس الأمة لأربع دورات متتالية الأولى (1963 - 1967) والثانية (1967 - 1970) والثالثة (1971 - 1975) والرابعة (1975 - 1976).
- نائب رئيس مجلس الأمة في فصله التشريعي الثالث (1971 - 1975).
- عضو مجلس الأمة السادس (1985 - 1986).
- أحد الأعضاء المؤسسين لجمعية الخالدية التعاونية عام 1968.